# Hoplitis curvipes
Hoplitis curvipes là một loài Hymenoptera trong họ Megachilidae. Loài này được Morawitz mô tả khoa học năm 1871.